# Marc Salvi Otó
Marc Salvi Otó (Marcus Salvius Otho) també anomenat a vegades Marc Otó Cèsar August i més comunament conegut com a Otó (Ferentínum, 25 d'abril del 32 - Bedríacum, 16 d'abril del 69) fou emperador romà l'any 69, fill de Luci Salvi Otó (Lucius Salvius Otho). Era d'aparença efeminada (era, amb molta probabilitat, homosexual) i company de festes de l'emperador Neró. Aquest el va enviar com a governador a Hispània Ulterior per quedar-se amb la seva dona.
Quan Galba es va revoltar, Otó li va donar suport esperant que fos adoptat com successor però Galba va adoptar com a hereu Luci Calpurni Pisó Licinià (10 de gener del 69). Al mateix temps el descontentament contra l'emperador Galba es va traduir en la rebel·lió de les legions de Germània. El moviment rebel contra Galba el va iniciar Fabi Valent. El general Aule Vitel·li es va sumar al moviment a Colonia Agrippina, i fou saludat pels soldats com Imperator el 3 de gener del 69. No va acceptar el títol de Cèsar però si el de Germànic. Valeri Asiàtic, governador de la Gàl·lia Belga, i Juni Bles de la Gàl·lia Lugdunense, es van declarar a favor seu. També ho van fer tropes de Rècia i Britànnia.
Otó llavors es va separar també de Galba; Un astròleg li havia dit a Otó que seria emperador i va decidir revoltar-se i assolir el tron i el 15 de gener es va proclamar; estava disposat a prometre qualsevol cosa i així va aconseguir que els partidaris de Galba l'abandonessin i fos mort per un soldat. Els soldats van mostrar que dominaven a l'emperador fen elegir com a prefectes del pretori a Ploci Firm i Licini Pròcul; Flavi Sabí fou fet prefecte de la ciutat. Al mateix dia de la mort de Galba el senat va jurar fidelitat a Otó (15 de gener del 68).
El nou emperador va mostrar la seva moderació protegint Mari Cels, que s'havia mantingut fidel a Galba i després fou lleial partidari d'Otó. Va castigar a Tigel·li, un dels participants dels crims de Neró. Fou indulgent amb els seus enemics (va dictar una amnistia) i això i la seva dedicació va fer pensar que seria un bon emperador, però aviat va decebre. Les legions i governadors de Mauritània, Àfrica, Numídia, Egipte, Síria, Palestina, Dalmàcia, Pannònia, Mèsia, Gàl·lia Narbonense, Aquitània i Hispània van jurar fidelitat a l'emperador però se li van oposar les legions de Germània, que reconeixien a Vitel·li (que havia estat nomenat governador de Germània per Galba el desembre del 68). Vitel·li era un borratxo però era afable i les seves liberalitats van guanyar als soldats, que formaven quatre legions de la Germània Inferior.
Valent fou posat al capdavant d'un exèrcit important i va arribar a Toul on es va assabentar de la mort de Galba. Llavors la Gàl·lia Narbonense i Aquitània es van declarar per Vitel·li encara que ja havien jurat a Otó. El governador d'Hispània Cluvi Ruf també va reconèixer a Vitel·li. Aule Cecina Aliè es va unir a la revolta de Vitel·li a la mort de Galba i fou posat al capdavant d'un altre exèrcit.
Valent va avançar cap Autun, Lió i Viena, i Luc cap als Alps saquejant tot pel seu camí. Cecina va passar pel país dels helvecis on va fer matances i presoner que va vendre com esclaus, ocupant la capital helvètica d'Avènticum (Avenche). Un grup de cavalleria dels Alps va fer jurament a favor de Vitel·li i Cecina se'n va assabentar i va enviar forces, i poc després Milà, Vercellae i altres ciutats d'Itàlia van passar al bàndol de Vitel·li.
Otó li va oferir un tracte que incloïa un repartiment del poder però les negociacions no van arribar gaire lluny i les dues parts es van preparar per a la guerra.
Otó va deixar Roma i va anar al nord d'Itàlia el març deixant al seu germà Luci Salvi Otó Titià o Ticià a Roma junt amb Flavi Sabí, el prefecte, germà de Vespasià. Tenia tres comandants hàbils, Suetoni Paulí, Mari Cels i Anni Gal i dominava la flota. Otó va derrotar els muntanyencs lígurs i va saquejar Albium Intemelium (Ventimiglia). Anni Gal i Vestrici Espurina van ser encarregats de la defensa del riu Po. Espurina fou atacat a Piacenza per Cecina però el va poder rebutjar i causar-li moltes baixes fins que Cecina es va retirar a Cremona. Martins Macer al capdavant dels gladiadors d'Otó va derrotar Cecina però no va voler entrar a Cremona i aquesta negativa va provocar les sospites del general Suetoni, i Titià fou nomenat nou comandant en lloc de Macer. Un nou atac de Cecina fou rebutjat per Mari Cels i Suetoni, però Titià no va empaitar als partidaris de Vitel·li el que fou molt negatiu pels interessos d'Otó.
Valent va arribar a Pavia i va unir les seves forces amb les de Cecina. Pròcul, prefecte del pretori volia acabar ràpidament amb la guerra. La Primera batalla de Bedríacum fou un desastre per Otó. Encara que va conservar una força important va decidir no resistir més i suïcidar-se (15 o 16 d'abril del 69) quan tenia 37 anys. Fou enterrat a Brixellum.
Dins Hispània, la Ulterior va reconèixer a Otó però no la Citerior o Tarraconense que es va posar al costat d'Aule Vitel·li. A la mort d'Otó, el Senat i les legions van reconèixer Vitel·li com a emperador.